# 菊池門也
菊池 門也（きくち もんや、1883年（明治16年）11月17日 - 1964年（昭和39年）3月16日）は、日本の陸軍軍人。最終階級は陸軍中将。

## 経歴
岐阜県出身。旧青山藩士・菊池忠光の長男として生れる。1905年（明治38年）11月、陸軍士官学校（第18期）を卒業。翌年6月、砲兵少尉に任官し野砲兵第10連隊付となる。1910年（明治43年）11月、陸軍砲工学校高等科（16期）を卒業。1915年（大正4年）12月、陸軍大学校（第27期）を卒業した。
1916年（大正5年）5月、砲兵大尉に昇進し野砲兵第10連隊中隊長に就任。参謀本部付勤務、参謀本部員、参謀本部付（天津駐在）、支那公使館付武官補佐官、砲工学校教官を務め、1921年（大正10年）12月、砲兵少佐に昇進。参謀本部員、参謀本部付（済南駐在）を務め、1926年（大正15年）3月、砲兵中佐に昇進。同年8月、野砲兵第8連隊付となり、同年11月に帰国。1927年（昭和2年）9月、参謀本部員となり、第6師団参謀、第3師団司令部付、独立山砲兵第3連隊長を務め、1930年（昭和5年）3月、砲兵大佐に進んだ。
1931年（昭和6年）3月、野戦重砲兵第1連隊長に就任。支那駐屯軍参謀長を経て、1934年（昭和9年）8月、陸軍少将に進級し舞鶴要塞司令官となる。1936年（昭和11年）3月、野戦重砲兵第3旅団長に転じ、1937年（昭和12年）11月、陸軍中将に昇進と同時に待命となり、同月、予備役に編入された。
その後、東亜研究所理事を務めた。1947年（昭和22年）11月28日、公職追放仮指定を受けた。

## 著作
- 『済南事変外史刃のほこり』織田書店、1930年。
- 『没法子物語』高見澤木版社、1939年。

## 親族
- 娘婿 児井英義（陸軍中佐）・高木三郎（陸軍大尉）[1]